# SS Central America
El SS Central America, conocido como la Nave de Oro, fue un barco de vapor de rueda lateral de 280 pies (85,3 m) que operó entre América Central y la costa este de los Estados Unidos durante la década de 1850. Originalmente fue nombrado SS George Law, en honor al Sr. George Law de Nueva York. El barco se hundió en un huracán en septiembre de 1857, junto con 425 de sus 578 pasajeros y tripulación y 30,000 libras (14,000 kg) de oro, contribuyendo al pánico de 1857. 

## Hundimiento
En el 3 de septiembre de 1857, 477 pasajeros y 101 tripulantes salieron del puerto panameño de Colón, navegando hacia la ciudad de Nueva York bajo el mando de William Lewis Herndon. El barco estaba cargado con 10 toneladas cortas (9.1 toneladas) de oro prospectado durante la fiebre del oro de California. Después de una parada en La Habana, el barco continuó hacia el norte. 
En el 9 de septiembre de 1857, el barco quedó atrapado en un huracán de categoría 2 mientras estaba frente a las costas de las Carolinas. Para el 11 de septiembre, los vientos con una velocidad de 105 millas por hora (169 km/h) y los mares pesados habían destrozado sus velas, estaba tomando agua y su caldera amenazaba con fallar. Una gotera en uno de los sellos entre los ejes de la rueda de paletas y los costados del barco selló su destino. Al mediodía de ese día, su caldera ya no podía mantener el fuego. La presión del vapor cayó, apagando las dos bombas de achique. Además de esto, las ruedas de paleta que la mantenían apuntada al viento fallaron cuando el barco se asentó en la popa. Los pasajeros y la tripulación enarbolaron la bandera del barco invertida (una señal de socorro en los EE. UU.) Para señalar un barco que pasaba. Pero nadie vino. 

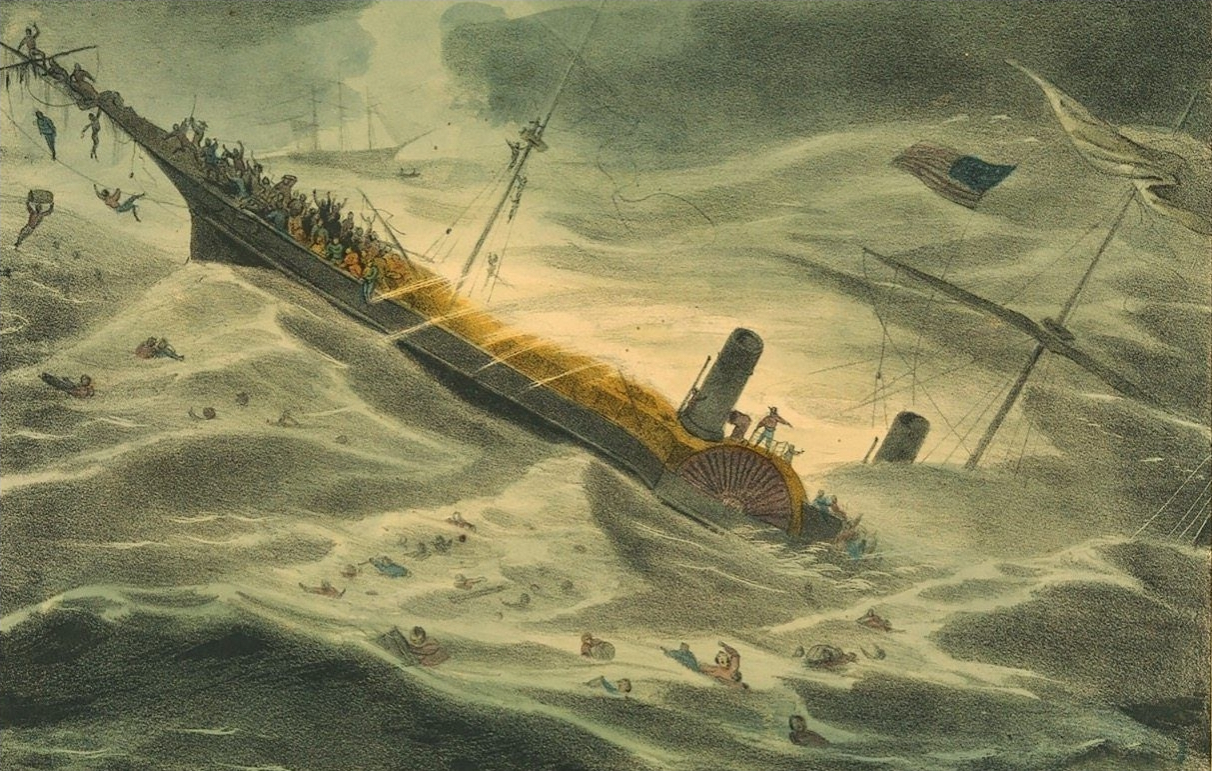
Una representación del hundimiento

Se formó una brigada de cubos, y sus pasajeros y tripulación pasaron la noche peleando una batalla perdida contra el aumento del agua. Durante la calma del huracán, se hicieron intentos para que la caldera volviera a funcionar, pero fallaron. La segunda mitad de la tormenta golpeó. El barco estaba ahora al borde del hundimiento. Sin energía, el barco fue llevado junto con la tormenta y los vientos fuertes no disminuyeron. A la mañana siguiente, el 12 de septiembre, se detectaron dos barcos, incluido el bergantín Marine. Solo 153 pasajeros, principalmente mujeres y niños, se dirigieron en botes salvavidas. El barco permaneció en una zona de vientos intensos y mares pesados que alejaron al barco y a la mayor parte de su compañía del rescate. El barco naufragó a las 8:00 de la noche. Como consecuencia del hundimiento, 425 personas murieron. El barco noruego, Ellen, rescató 50 personas de las aguas. Otros tres fueron recogidos más de una semana después en un bote salvavidas. 

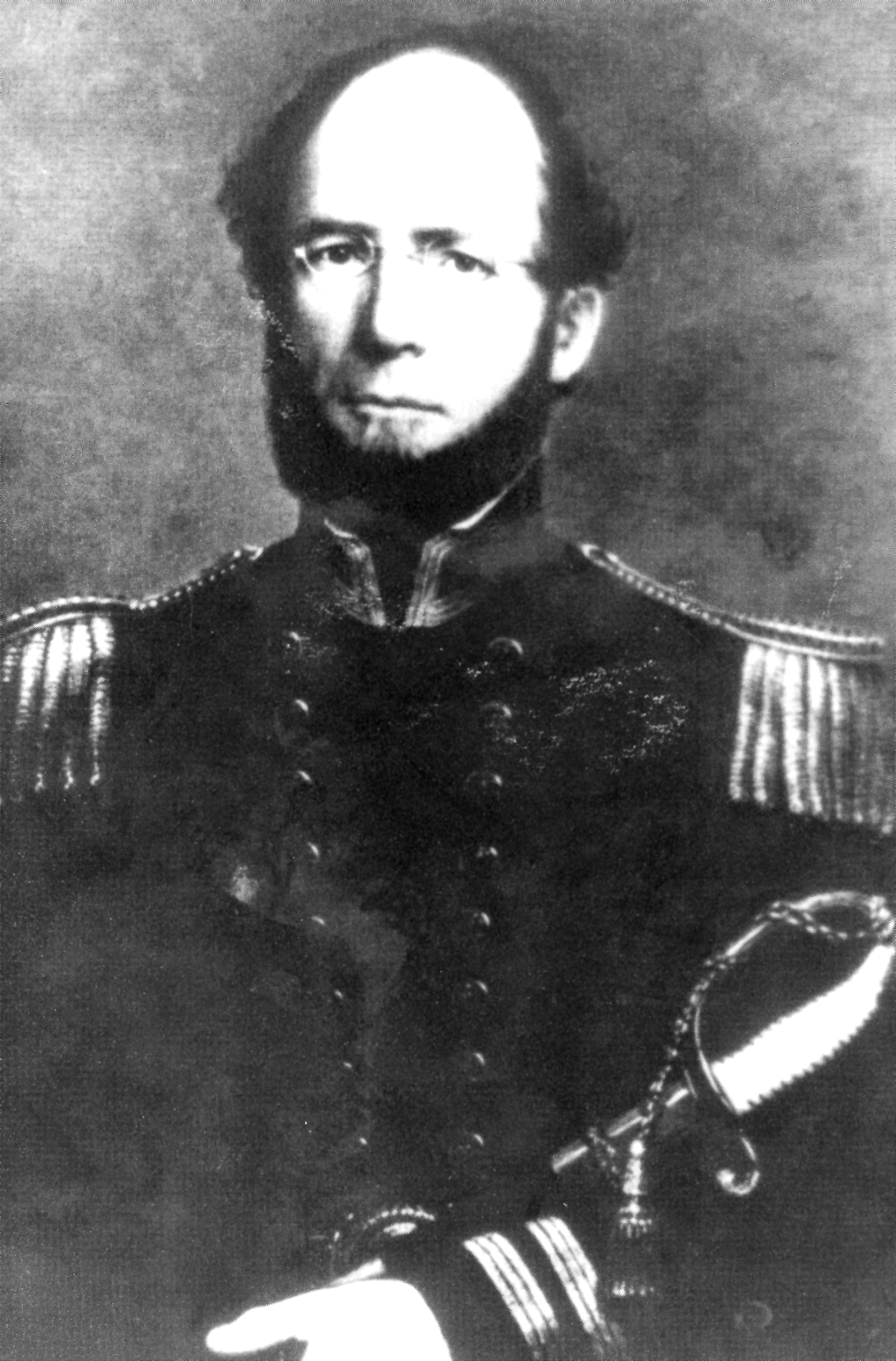
Comandante William Lewis Herndon. U.S.N.

## Secuelas
Inmediatamente después del hundimiento, se prestó la mayor atención a la pérdida de vidas, que se describió como "atroz" y "sin paralela" entre los desastres de navegación estadounidenses. En el momento de su hundimiento, América Central llevaba oro valorado en aproximadamente $ 8,000,000  (equivalente monetario moderno de 2019 en dólares a $ 550   millones, suponiendo un valor de oro de $ 1,528.40 por onza troy). La pérdida sacudió la confianza del público en la economía y contribuyó al pánico de 1857.[cita requerida] La valoración del barco en sí fue sustancialmente menor que la pérdida en otros desastres del período, siendo $ 140,000 (Equivalente a $ 3,760,000 en 2018).
El comandante William Lewis Herndon, un oficial distinguido que había servido durante la guerra entre México y los Estados Unidos y había explorado el valle del Amazonas, era el capitán del Central America y se hundió con su barco. Más tarde, dos barcos de la Armada de los Estados Unidos fueron nombrados USS Herndon en su honor, al igual que la ciudad de Herndon, Virginia. Dos años después del hundimiento, su hija Ellen se casó con Chester Alan Arthur, más tarde el vigésimo primero presidente de los Estados Unidos. 

## Búsqueda y descubrimiento
El barco fue localizado por el Columbus-America Discovery Group de Ohio, dirigido por Tommy Gregory Thompson, utilizando la teoría de búsqueda bayesiana. Un vehículo operado por control remoto (ROV) fue enviado el 11 de septiembre de 1988. Cantidades significativas de oro y artefactos fueron recuperados y llevados a la superficie por otro ROV construido específicamente para la recuperación. El valor total del oro recuperado se estimó en $ 100-150 millones. Un lingote de oro recuperado que pesa 80 libras (36,3 kg)     vendió por un récord de $ 8 millones y fue reconocido como la moneda más valiosa del mundo en ese momento.
Treinta y nueve compañías de seguros presentaron una demanda, alegando que debido a que pagaron daños en el siglo XIX por el oro perdido, tenían derecho a ello. El equipo que lo encontró argumentó que el oro había sido abandonado. Después de una batalla legal, 92% del oro fue otorgado al equipo de descubrimiento en 1996.
Thompson fue demandado en 2005 por varios de los inversores que habían proporcionado $ 12.5 millones en financiamiento, y en 2006 por varios miembros de su equipo, por la falta de rendimiento de sus respectivas inversiones. En 2009 tenía una cuenta off-shore en las Islas Cook de 4.16 millones.     Thompson se escondió en 2012.(requiere suscripción) Se designó un receptor para hacerse cargo de las compañías de Thompson y, si era posible, recuperar más oro del naufragio, para recuperar dinero para los diversos acreedores de Thompson.
En el marzo de 2014, se otorgó un contrato a Odyssey Marine Exploration para llevar a cabo la recuperación arqueológica y la conservación del naufragio restante. La expedición original solo había excavado "5 por ciento" de la nave.
Thompson fue encontrado en enero de 2015, junto con la asistente Alison Antekeier, por agentes del Cuerpo de Alguaciles de los EE. UU., y fue extraditado a Ohio para proporcionar una contabilidad de las ganancias de la expedición. En noviembre de 2018, Thompson acordó entregar 500 monedas de oro, pero luego afirmó que no tenía acceso a las monedas que faltaban.(requiere suscripción) El 28 de noviembre de 2018, un jurado otorgó a los inversores 19.4 millones en daños compensatorios, 3.2 millones a la Compañía de Impresión de Despacho [que había aportado 1 millón de 22 millones invertidos] y 16.2 millones al receptor designado por el tribunal de los otros inversores.  

## Otras lecturas
- Kinder, Gary . (1998) Barco de oro en el mar azul profundo . Atlantic Monthly Press. ISBN 0-87113-717-8
- Thompson, Tommy. (2000) Tesoro perdido de los Estados Unidos. Atlantic Monthly Press. ISBN 0-87113-732-1
- Klare, Norman. (1991 y 2005). El viaje final de América Central, 1857: La saga de un barco de vapor Gold Rush . ISBN 0-87062-210-2 y ISBN 0-9764403-0-X
- Stone, Lawrence D. Búsqueda de las SS América Central: Búsqueda del tesoro matemático Archivado el 4 de marzo de 2016 en Wayback Machine. . Informe técnico, Metron Inc. Reston, Virginia.